# Diospyros blepharophylla
Diospyros blepharophylla är en tvåhjärtbladig växtart som beskrevs av Paul Carpenter Standley. Diospyros blepharophylla ingår i släktet Diospyros och familjen Ebenaceae. Inga underarter finns listade i Catalogue of Life.